# The Lover of Camille
The Lover of Camille è un film muto del 1924 diretto da Harry Beaumont. Prodotto dalla Warner Bros., aveva come interpreti Monte Blue, Willard Louis, Pat Moore, Pierre Gendron, Carl Miller, Marie Prevost, Rosa Rosanova, Rose Dione.
La sceneggiatura si basa su Deburau, lavoro teatrale di Sacha Guitry prodotto a Broadway da David Belasco nel 1920 nella versione di Granville Barker.

## Trama
Jean Gaspard Deburau, un Pierrot parigino e idolo delle folle, si innamora di Marie Duplessis ma resta poi deluso quando lei lo mette da parte a favore di Armand. Sua moglie, venuta a conoscenza della relazione, fugge con Robillard. Deburau trova conforto in Charles, suo figlio, che vuole seguire le orme del padre e continuarne la carriera teatrale. Passano gli anni. Un giorno Marie torna da lui, delirante di febbre, e lo sposa, convinta che Jean Gaspard sia in realtà Armand, l'uomo per cui lo aveva lasciato. Dopo la morte della donna, Jean Gaspard non riesce più a trovare la forza di salire su un palcoscenico ma riacquista la felicità vedendo Charles trionfare nel suo vecchio ruolo di Pierrot.

## Produzione
Il film fu prodotto dalla Warner Bros. e venne girato in California, nei Warner Brothers Burbank Studios, al 4000 di Warner Boulevard, a Burbank.

## Distribuzione
Il copyright del film, richiesto dalla Warner Brothers Pictures, fu registrato il 10 settembre 1924 con il numero LP20564.
Distribuito dalla Warner Bros., il film fu presentato a New York il 10 novembre 1924, uscendo nelle sale il 15 (o 16) settembre. In Finlandia, uscì il 25 maggio 1925; in Brasile prese il titolo Alma de Palhaço; in Norvegia, quello di Camillas elsker; in Svezia, di Camillas älskare.

### Conservazione
Copia completa della pellicola (nitrato positivo 35 mm) si trova conservata nel Filmarchiv Austria di Vienna.